# Спревљани
Спревљани или Шпревљани (пољ. Sprewianie; рус. Спревяне, шпревяне) су били западнословенско племе, део племенског савеза Љутића.
Спревљани су се око 720. населили на исток данашње Немачке, око река Шпреја (или Шпрева) и Хафел (где се данас налази главни град Немачке Берлин или Брљин) и асимиловали локално малобројно германско становништво. Суседи Спревљана на западу били су словенски Хавољани (или Стодорани), чији је главни град био Бранибор. Главни град Спревљана био је Копјеник или Кепеник (горлужср.), данашња општина Берлина. На месту Берлина постојала су три насеља Спревљана: Шпандов, Келн и Копјеник.
Хавољани и Спревљани су припадали племенском савезу Љутића. Нису имали централизовану државну власт, а управљање се вршило из бројних утврђења у којима су живели племићи. Љутићима су припадала и племена Украни, Ретари, Прекопјенци и Доленчани. За разлику од Хавољана, од којих су сачувани неки архитектонски споменици, од Спревљана је остало веома мало трагова и информација. Познато је да је спревљански кнеза Јакс из Копјеника ковао сопствени новац.